# إنفاق مستقل

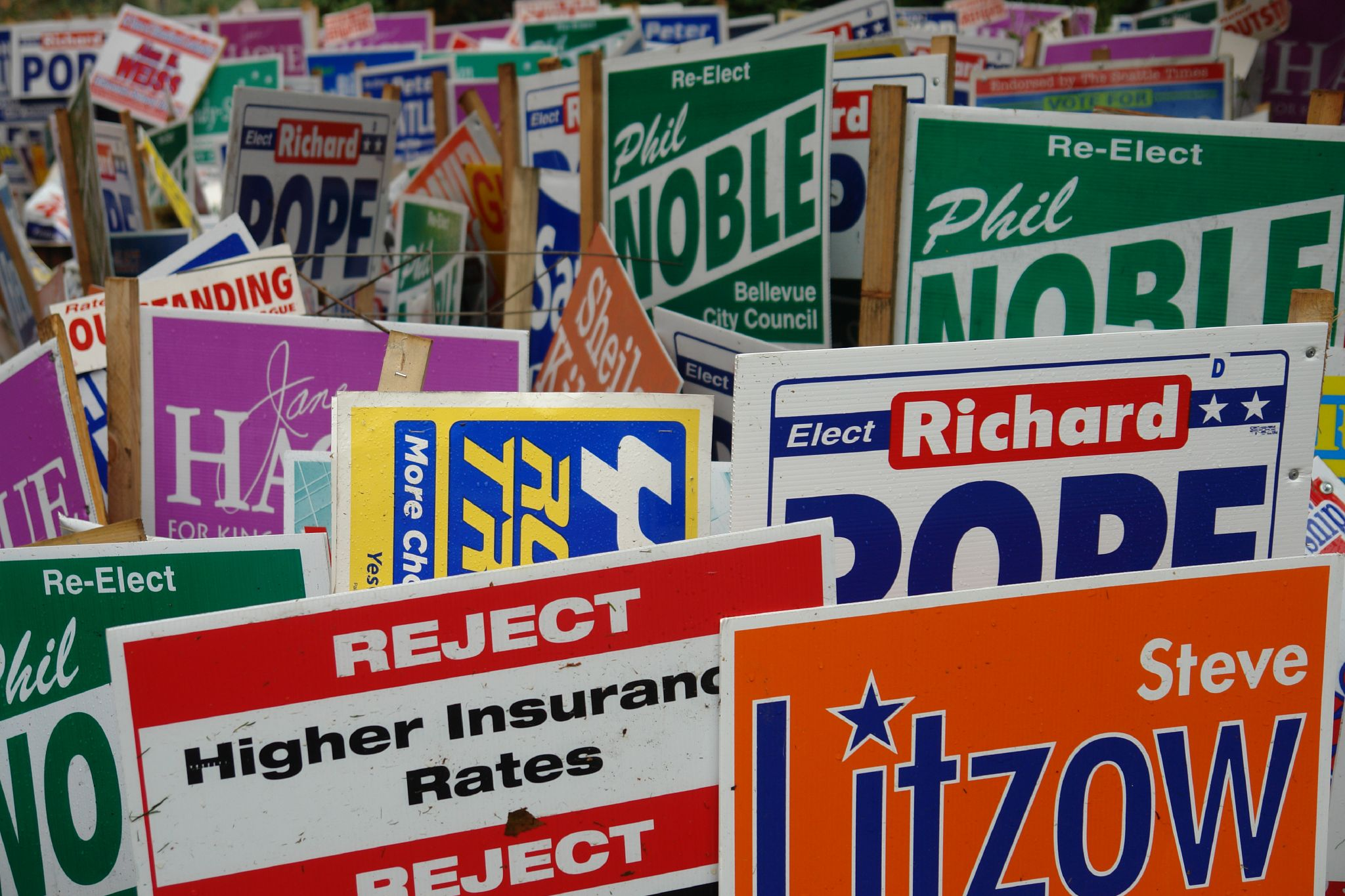
لافتات من حملة انتخابية

الإنفاق المستقل في الانتخابات في الولايات المتحدة هو الإنفاق على إعلام الحملة السياسية الذي يدعم بوضوح انتخاب مرشح محدد أو هزيمته، دون أن يكون بالتعاون أو بالتشاور أو بالتنسيق مع المرشح، أو بناءً على طلبه أو اقتراح منه أو من لجنة المرشح المعتمدة أو من الحزب السياسي. إذا أصبح المرشح أو وكيله أو لجنته المعتمدة أو حزبه أو «وكيل» إحدى هذه المجموعات «مشاركًا ماديًا»، فإن الإنفاق لا يكون مستقلًا.

## التعريف
عرّف قانون اللوائح الفيدرالية الإنفاق المستقل بأنه الإنفاق على الإعلام «الذي يدعم بوضوح انتخاب مرشح محدد أو هزيمته، دون أن يكون بالتعاون أو بالتشاور أو بالتنسيق مع المرشح، أو بناءً على طلبه أو اقتراح منه أو من لجنة المرشح المعتمدة، أو وكلائه، أو الحزب سياسي أو وكلائه». 11 CFR 100.16(a) ظهر المصطلح لأول مرة في قانون اللوائح الفيدرالية في عام 2003.
تعرّف لجنة الانتخابات الفيدرالية الوكيل بأنه الشخص الذي يتمتع «بسلطة فعلية، صريحة أو ضمنية» لأداء إجراء واحد أو أكثر من قائمة الإجراءات لمصلحة الحملة. وينص على أنه يمكن إيقاف الإنفاق المستقل، إذا أقدم «وكيل» على فعل شيء بسيط مثل اقتراح تصميم إعلان. لمنع حدوث هذا، تزعم بعض المجموعات أنها تعزل الموظفين قبل أشهر من بدء الانتخابات.
يجب أن تقدّم المنظمة التي تنفق نفقات مستقلة بيان إخلاء المسؤولية بتكليف اتحادي يحدد هوية الشخص أو المنظمة التي تدفع للإعلام ويوضح أن الإعلام لم يصرَّح به من قبل المرشح أو لجنة المرشح.

## تمييزه عن المساهمات
المساهمات هي أموال -أو ما يعادلها- تُعطى لشخص ما لينفقها. يخصّص المرشحون والمجموعات الأموال، أو ما يعادلها، لدفع تكاليف الحملات. تُضاف عبارة «أو ما يعادلها» في التعريفات لتدلّ على الأشياء الأخرى ذات القيمة. على سبيل المثال، تعدّ فترة البث المجانية التي تقدّمها محطة إذاعية -حتى تتمكن مجموعة من عرض إعلان ما- مساهمةً.

## وصلات خارجية
- Federal Election Commission